# Tsintsabis
Tsintsabis ist eine Siedlung und Verwaltungssitz des Wahlkreises Guinas in der Region Oshikoto in Namibia. Er liegt etwa 65 Kilometer nordöstlich von Tsumeb am Omuramba Owambo. Tsintsabis erhielt im August 2020 den offiziellen Status einer Siedlung.
Die Einwohnerzahl wird im Jahr 2016 auf 4000 geschätzt, fünf Jahre zuvor war man offiziell von etwa 1500 Einwohnern, inoffiziellen von 3000 ausgegangen. Die Siedlung verfügt über eine kombinierte Grund- und Sekundarschule, mindestens sieben Kirchen und eine Klinik.

## Geschichte

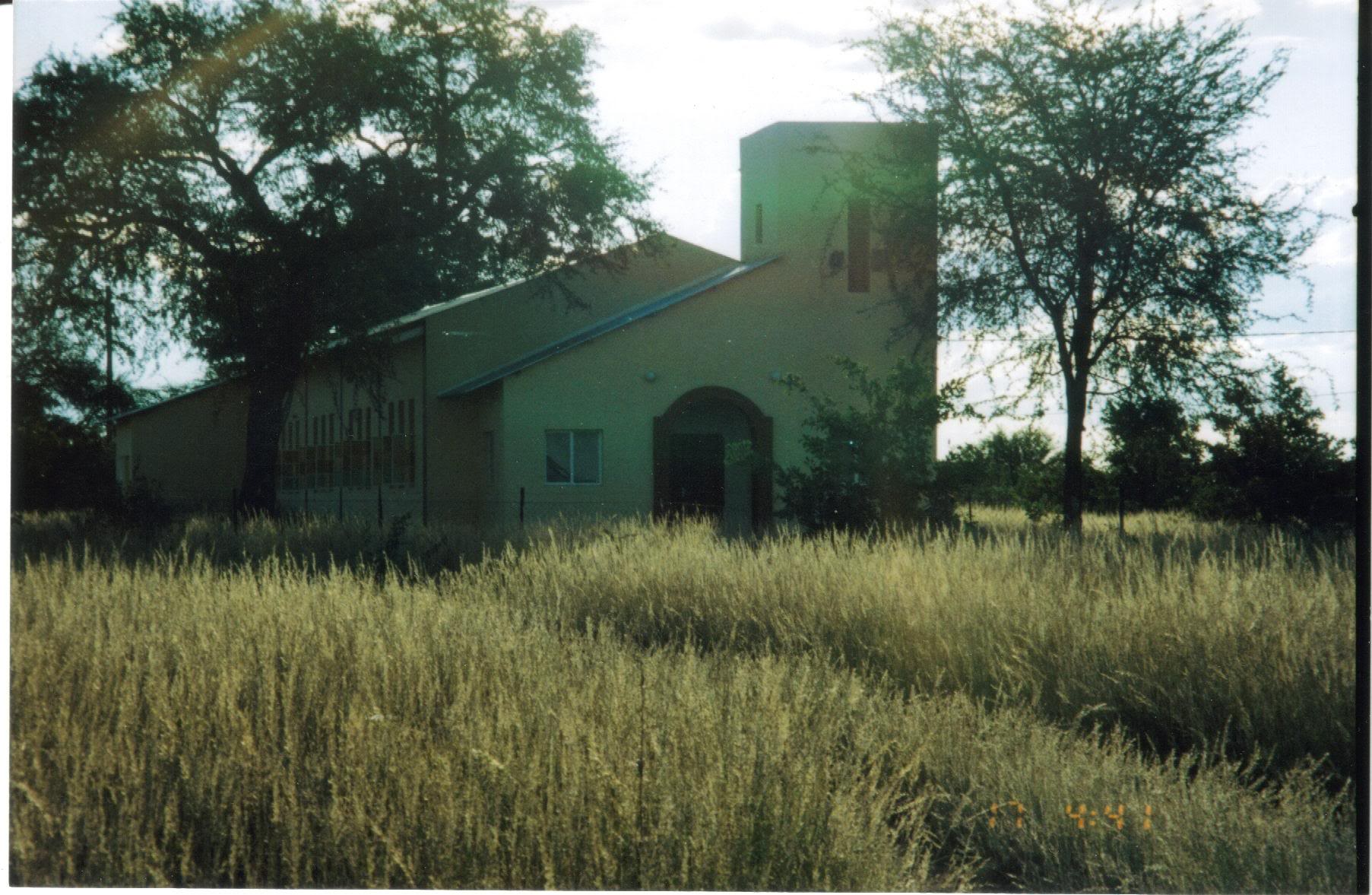
Kirche in Tsintsabis (2007)

Tsintsabis ist eine 3000 Hektar große – ehemals – kommerzielle Farm, die während des namibischen Befreiungskampfes durch südafrikanische Soldaten als Internierungslager für Kämpfer der People’s Liberation Army of Namibia (PLAN) genutzt wurde. Seit 1993 werden hier vor allem Angehörige der San in ihrem ursprünglichen Siedlungsgebiete wieder angesiedelt. Aus diesem Grund wurden 80 Grundstücke erschlossen und mit Steinhäusern bebaut. Am Rande dieser sollen sich mindestens zwei Slumgebiete befinden.